# Cent Michelrieth
Die Cent Michelrieth war eine Zent des Hochstifts Würzburg und der Grafen von Wertheim.

## Geschichte
Die Cent Michelrieth war ursprünglich fuldisch gewesen, die fuldischen Rechte gingen jedoch unter. 1317 wird die Cent als würzburgisches Lehen im Besitz der Grafen von Rieneck genannt, im 14. Jahrhundert vergab Würzburg das Lehen dann aber an die Grafen von Wertheim, die in diesem Gebiet auch die meisten Vogteirechte innehatten. 1409 ist die erste Beleihung Wertheims urkundlich erhalten. Mit dem Vertrag aus dem Jahr 1505 wurde auch das Verhältnis von Würzburg und Wertheim in der Cent Michelrieth geregelt. Danach stellte Wertheim den fragenden Zentgrafen und Würzburg einen schweigenden. Nach dem Aussterben Wertheims 1556 belehnte Würzburg Ludwig von Stolberg mit der Cent Michelrieth. 1576 starb Ludwig von Stolberg ohne männliche Nachkommen und Würzburg zog unter anderem die Cent Michelrieth als erledigtes Lehen ein. Die folgenden Erbstreitigkeiten führten zur Würzburger Fehde, die mit dem Tod der letzten Erbtochter Ludwig von Stolbergs im Jahr 1612 endete. Als Ergebnis wurde die Cent Michelrieth zwischen Löwenstein-Wertheim und Würzburg geteilt.

### Würzburgische Cent Michelrieth
Die Würzburgische Cent Michelrieth war für alle würzburgischen und mainzischen Untertanen in der alten Cent Michelrieth zuständig: Böttigheim, Faulbach links des Baches, Rettersheim, Röttbach, die Hälfte von Schollbrunn, die der Kartause Grünau gehörte, Trennfeld, Unterwittbach und Wiebelbach. Das Centgericht wurde in Trennfeld gehalten.

### Wertheimische Cent Michelrieth
Die Wertheimische Cent Michelrieth war für alle wertheimischen Untertanen in der alten Cent Michelrieth zuständig: Altfeld, Glasofen, Hasselberg, Hasloch, Kredenbach, Kreuzwertheim, Michelrieth, Oberwittbach, die wertheimische Hälfte von Schollbrunn und Steinmark.
An die Hinrichtungsstätte erinnert das Flurstück „Galgenfeld“ etwa 600 Meter nordöstlich der Kirche von Michelrieth.